# Невский, 80
Дом по адресу Невский проспект, 80 — историческое здание в центре Санкт-Петербурга.

## История

### До 1917 года
Первые упоминания о застройке участка относятся к 1800 году, когда на этом месте был построен трёхэтажный дом. Здание принадлежало купцу Г. Панину, позже владельцем здания стал граф Д. Н. Блудов († 1864). При нём в этом доме (наряду с другими адресами участников) по четвергам проходили встречи литературного общества «Арзамас». Здесь бывали Д. В. Дашков, Д. Н. Блудов, А. И. Тургенев, С. С. Уваров, К. Н. Батюшков, П. А. Вяземский, В. Л. Пушкин, А. С. Пушкин, А. Ф. Воейков, Д. П. Северин, Ф. Ф. Вигель, Д. В. Давыдов, почётные члены общества — Н. М. Карамзин, И. И. Дмитриев и другие деятели культуры и искусства.
Также владелец дома по работе был связан с литераторами К. С. Сербиновичем, П. А. Вяземским, П. А. Плетнёвым и А. В. Никитенко.
Эти люди были друзьями владельца, и, скорее всего, также бывали здесь.
С мая по сентябрь 1817 года в доме жил В. А. Жуковский.
В 1837 году архитектор А. С. Андреев надстроил здание до четырёх этажей.
После Д. Н. Блудова хозяином участка стал нарвский бюргер, купец А. В. Липгарт. При нём была проведена существенная перестройка здания по проекту архитектора М. А. Макарова. В результате этой переделки в нижнем этаже здания были устроены большие окна-витрины. Кроме того, на втором-третьем этажах был устроен двухэтажный эркер, мезонин, а фасад здания украшен мелким декором.
Работы проводились в период 1872-1873 годов, руководил работами сам владелец здания. Новая постройка использовалась как доходный дом, который стали называть «Дом Л. В. Липгарта». В конце XIX века в здании размещались меблированные комнаты «Лувр» и различные магазины.
Работа получила неоднозначную оценку специалистов-современников:

Всему должны быть положены известные пределы, за которые безнаказанно заходить нельзя; при всей эффектности и красоте фасадов покойного Макарова они по большей части страдают пестротой, которая выкупается только бойкостью и оригинальностью рисунка талантливой руки. Вспомним только дом Липгарта, что на Невском проспекте, на котором нет, что называется, живого места— Иван Мерц

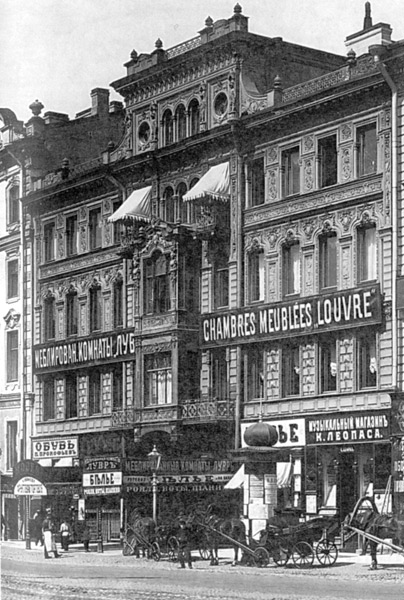
Здание до 1913 года

В 1870-е годы в доме находилась библиотека писателя П. В. Засодимского, которой заведовал А. И. Эртель. Он был связан с Народной Волей, в библиотеке проводились встречи народовольцев. В 1879 году здесь состоялась встреча руководителей партии с Н. К. Михайловским.
Следующая перестройка здания была проведена в 1913—1914 годах по проекту М. С. Лялевича. Фасад здания был оформлен в стиле неоклассицизма, он разделён на два яруса: нижняя часть здания оформлена аркадой со стеклянными витринами, а верхняя часть здания украшена скульптурой. Увеличена этажность строения — надстроены пятый и шестой (мансардный) этажи. Во дворе был построен флигель, предназначенный для кинотеатра. Полуподвальное помещение здания было спроектировано под увеселительные заведения, которые под тем или иным названием размещались здесь до 2010 года
В 1914-1917 годах в здание было престижным и фешенебельным местом. Кроме кинотеатра, здесь находилась парикмахерская Богданова — одного из лучших мастеров в городе, а также размещалась редакция развлекательного журнала «Венский шик».

### После 1917 года
После революции 1917 года дом практически без изменений простоял до конца века. К 1990-м годам в здании по-прежнему находился кинотеатр (после революции получивший название «Октябрь»), который составлял одно целое с жилым домом, который в основном состоял из коммунальных квартир.
В 1994 году по проекту архитектора Т. М. Гасанова была проведена внутренняя реконструкция здания. Работы выполнила компания «ПетроСтиль» под контролем голландских архитекторов, которые дали высокую оценку качеству выполненных работ. Работы включали в себя замену всех перекрытий здания и усиление несущих конструкций; также проводились работы по восстановлению исторического фасада дома. При внутренней отделке использовались новейшие на тот момент материалы и технологии, которые позволили снизить вес конструкции и нагрузку на здание. В частности, были применены облегченные гипсокартонные перегородки.
В 2001 году КГИОП включил дом в «Перечень вновь выявленных объектов, представляющих историческую, научную, художественную или иную культурную ценность».
В 2005 году была проведена экспертиза здания, которая показала, что оно находится в аварийном состоянии и требует замены несущих конструкций, перекрытий и инженерных сетей, а кинотеатр устарел технически и морально.
обращение председателя Комитета по культуре Николая Бурова к Валентине Матвиенко:

В настоящее время объект находится в неудовлетворительном техническом состоянии (проведенная техническая экспертиза свидетельствует об аварийном состоянии несущих конструкций, необходимости замены деревянных перекрытий, интегральная степень износа инженерных сетей составляет 74 %, требуются ремонтно-реставрационные работы). Кроме того, дефицит бюджетного финансирования не позволяет на должном уровне обустроить помещения кинотеатра и оснастить его современным оборудованием. Очевидно, что в период развития современных мультимедийных комплексов технически и морально устаревший кинотеатр «Паризиана» не является привлекательным и достойным местом на Невском проспекте— июль 2005 года
Кроме того, необходима повторная масштабная реставрация.
Городская администрация в том же году передала здание ассоциации «Северные цветы» правах аренды с правом выкупа после завершения реконструкции, срок окончания которой был определён как май 2008 года.
В 2007 году КГИОП отрапортовал, что дом выведен из аварийного состояния. Сама реконструкция началась в сентябре 2008 года, когда КГИОП анонсировал планы на повторный капитальный ремонт здания. Планировалось перекрыть двор на уровне наземного этажа, создать во дворе атриум и построить мансарду со стороны дворового фасада. Арочный проём к кинотеатру планировалось перекрыть воротами и боковыми калитками.
Реконструкция была проведена в 2009 году ассоциацией «Северные цветы», и здание стало торгово-офисным центром класса B+. Общая площадь офисных помещений составляет 3744,7 м². По мнению сторонних бизнес-экспертов, стоимость ремонта составила около пяти миллионов долларов. Журналисты связывают реконструкцию с главой КГИОП Веры Дементьевой, которая в период с 1991 по 2003 год была руководителем упомянутого предприятия.

## Кинотеатр

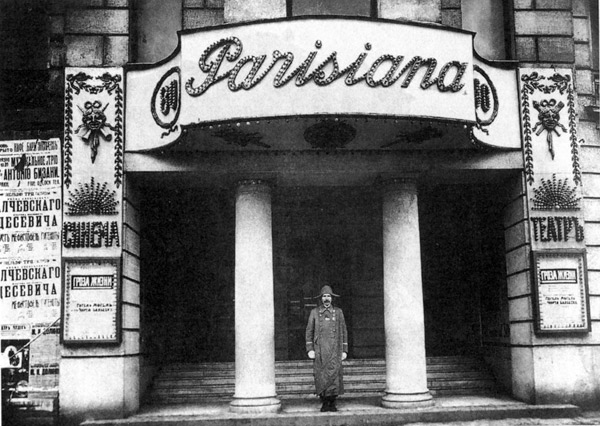
Вход в кинотеатр в 1915 году

В 1913—1914 годах по проекту М. С. Лялевича во дворе дома был построен флигель для размещения кинотеатра «Паризиана» вместимостью 800 мест, который в 1914—1917 годах стал культовым местом для профессионалов кинематографии — искусствоведов и журналистов. Кинотеатр был оборудован по последнему слову техники — в ложи были проведены телефоны, был устроен раскрывающийся потолок, превращающий кинотеатр в заведение под открытым небом.
После революции в здании размещалось управление «Севзапкино», впоследствии преобразованное в киностудию «Ленфильм». Примерно в это же время (в 1923—1927 годах) в кинотеатре тапёром подрабатывал Дмитрий Шостакович.
Кинотеатр вместе с кинотеатром «Нева» входил в кинозрелищное предприятие «Октябрь» и в довоенный период был популярен у горожан. Во время блокады кинотеатр по возможности не прекращал работу, единственный перерыв произошёл в январе 1942 года по причине отсутствия электроэнергии. В этом виде он просуществовал до 1994 года, когда был реконструирован, после чего успешно работал, принимал фестивали и конкурсы. 22 февраля 2007 года кинотеатр перестал быть государственным предприятием. Кинотеатр был признан устаревшим и его помещения были реконструированы с сохранением профиля деятельности кинотеатра. Но статус кинотеатра до сих пор не определён.